# 女優魂
『女優魂』（じょゆうだましい）は、日本テレビ系列局で放送された中京テレビ製作（番組制作会社はイースト）のクイズ番組。全63回。製作局の中京テレビでは2005年7月12日から2006年9月26日まで放送。

## 概要
この番組は毎回、同一の職業に就いている女性ゲスト4人の中から誰が偽者であるかを推理するという主旨で行われていた。4人のうちの1人は実際にはその職業に就いていない女優の卵で（経験は番組のために実習を受けた程度）、残りの3人は実際にその分野で活躍している「ホンモノさん」だった。パネラー勢は、女性ゲスト4人が自身の職業や職場などについて話す内容を手掛かりに推理し、答えを出す必要があった。
司会は当初、前番組『少年チャンプル』からの継続出演者である筧利夫が1人で担当していたが、2006年4月4日放送分からは松嶋尚美が参入した。筧と松嶋は関西テレビの『イカロスの翼』でも共演したことがあり、この女優魂にて2回目の共演を果たした。
松嶋が参入する前の2006年3月放送分までは、男性パネラー2人がクイズに参加するというオーソドックスな形式で進行していた。2005年10月中のみ、正解者にはご褒美としてその女優とキスをする権利が与えられていた。それ以外の期間では、正解・不正解によって賞罰が与えられることは特に無かった。
2006年4月放送分からは、女優を当てようとする男性チーム対それを当てられないよう騙そうとする女性チームという構図の対抗戦形式で進行するようになった。司会の筧は男性チーム側に付き、同時期から司会に参入した松嶋は女性チーム側に付いた。男性チーム側の筧は正解を知らされておらず、男性パネラー2人と相談して最終的に解答を1つに絞る役割を担当していた。男性チーム側が正解を出せば女性チーム側が電気椅子からの電気ショックを被り、不正解であれば男性チーム側が電気ショックを被るという罰ゲームが用意されていた。当たる確率は4分の1だが、筧たち男性チーム側が外す回数が極めて多く、結局正解率は7分の1以下だった。最終回でも筧たちは自信ありだったが、やはり不正解に終わってしまった。

## 出演者

### 司会
- 筧利夫
- 松嶋尚美（オセロ） - 2006年4月4日放送分から出演。

### パネラー
- ゲストの男性芸能人2人 - 女性芸能人が出演することもあった。

## スタッフ
- ナレーター：SINJI
- 構成：安達元一、田中伊知郎、須平敦宣、西澤公太郎
- リサーチ：スコープ
- ＴＰ (テクニカルプロデューサー)：本郷勝則
- ＳＷ (スイッチャー)：中司武史
- ＣＡＭ (カメラマン)：山口崇
- ＶＥ (ビデオエンジニア)：斉藤竜也
- ＶＴＲ：東那美
- 音声：根本敬介
- 照明：江口義信
- 美術プロデューサー：丸山覚
- 美術デザイナー：金子俊彦
- 美術制作：杉浦仁、大木章子
- ディレクター：板谷学、村地賢（CTV）／ 西本篤史、吉川昌秀、大野寿之、川名良和
- 演出：池内康浩（CTV）／ 手塚公一（イースト）
- ブレーン (中期以降)：つきざわけんじ（MEN'S）
- プロデューサー：寺地幸一（CTV）／ 浦輝久（イースト）
- チーフプロデューサー：安部田公彦（CTV）
- 制作：苅谷隆司（CTV）
- 音楽協力：日本テレビ音楽
- 技術協力：テイクシステムズ、テレテックメディアパーク、サウンドエッグノッグ
- 美術協力：アックス
- 制作協力：イースト
- 製作著作：中京テレビ

## 放送局
| 放送対象地域   | 放送局             | 系列           | 放送日時 | 備考                 |
| -------------- | ------------------ | -------------- | --- | -------------------- |
| 中京広域圏     | 中京テレビ         | 日本テレビ系列 | 火曜 24:20 - 24:50                                                                                              | 製作局               |
| 北海道         | 札幌テレビ         | 日本テレビ系列 | 火曜 24:20 - 24:50                                                                                              | 同時ネット           |
| 青森県         | 青森放送           | 日本テレビ系列 | 火曜 24:20 - 24:50                                                                                              | 同時ネット           |
| 秋田県         | 秋田放送           | 日本テレビ系列 | 火曜 24:20 - 24:50                                                                                              | 同時ネット           |
| 山形県         | 山形放送           | 日本テレビ系列 | 火曜 24:20 - 24:50                                                                                              | 同時ネット           |
| 福島県         | 福島中央テレビ     | 日本テレビ系列 | 火曜 24:20 - 24:50                                                                                              | 同時ネット           |
| 山梨県         | 山梨放送           | 日本テレビ系列 | 火曜 24:20 - 24:50                                                                                              | 同時ネット           |
| 石川県         | テレビ金沢         | 日本テレビ系列 | 火曜 24:20 - 24:50                                                                                              | 同時ネット           |
| 福井県         | 福井放送           | 日本テレビ系列 | 火曜 24:20 - 24:50                                                                                              | 同時ネット           |
| 山口県         | 山口放送           | 日本テレビ系列 | 火曜 24:20 - 24:50                                                                                              | 同時ネット           |
| 香川県・岡山県 | 西日本放送         | 日本テレビ系列 | 火曜 24:20 - 24:50                                                                                              | 同時ネット           |
| 熊本県         | くまもと県民テレビ | 日本テレビ系列 | 火曜 24:20 - 24:50                                                                                              | 同時ネット           |
| 鹿児島県       | 鹿児島読売テレビ   | 日本テレビ系列 | 火曜 24:20 - 24:50                                                                                              | 同時ネット           |
| 長野県         | テレビ信州         | 日本テレビ系列 | 火曜 24:20 - 24:50 （後期）                                                                                     | 遅れ日数不明（後期） |
| 広島県         | 広島テレビ         | 日本テレビ系列 | 火曜 24:20 - 24:50 （後期）                                                                                     | 遅れ日数不明（後期） |
| 鳥取県・島根県 | 日本海テレビ       | 日本テレビ系列 | 火曜 24:25 - 24:55                                                                                              | 5分遅れ              |
| 徳島県         | 四国放送           | 日本テレビ系列 | 水曜 24:50 - 25:20 （後期）                                                                                     | 遅れ日数不明         |
| 新潟県         | テレビ新潟         | 日本テレビ系列 | 木曜 24:20 - 24:50                                                                                              | 2日遅れ              |
| 長崎県         | 長崎国際テレビ     | 日本テレビ系列 | 木曜 24:20 - 24:50                                                                                              | 2日遅れ              |
| 関東広域圏     | 日本テレビ         | 日本テレビ系列 | 木曜 25:59 - 26:29 （2005年7月以降） 木曜 24:20 - 24:50 （2005年10月以降） 木曜 24:50 - 25:20 （2006年4月以降） | 2日遅れ              |
| 愛媛県         | 南海放送           | 日本テレビ系列 | 月曜 24:50 - 25:20 （後期）                                                                                     | 6日遅れ（後期）      |
| 静岡県         | 静岡第一テレビ     | 日本テレビ系列 | 月曜 24:20 - 24:50 （後期）                                                                                     | 6日遅れ              |
| 高知県         | 高知放送           | 日本テレビ系列 | 月曜 25:15 - 25:45                                                                                              | 6日遅れ              |
| 大分県         | テレビ大分         | 日本テレビ系列 | 火曜 24:20 - 24:50 （後期）                                                                                     | 7日遅れ（後期）      |
| 宮城県         | ミヤギテレビ       | 日本テレビ系列 | 火曜 24:20 - 24:50                                                                                              | 7日遅れ              |
| 福岡県         | 福岡放送           | 日本テレビ系列 | 火曜 24:50 - 25:20 （後期）                                                                                     | 7日遅れ              |
| 近畿広域圏     | 読売テレビ         | 日本テレビ系列 | 水曜 25:28 - 25:58 （前期） 水曜 24:55 - 25:29 （後期）                                                         | 8日遅れ              |
| 岩手県         | テレビ岩手         | 日本テレビ系列 | 金曜 15:55 - 16:25 （後期）                                                                                     | 10日遅れ（後期）     |
| 富山県         | 北日本放送         | 日本テレビ系列 | 火曜 25:15 - 25:45 （後期）                                                                                     | 14日遅れ             |
| 沖縄県         | 琉球放送           | TBS系列        | 水曜 15:58 - 16:28                                                                                              | 50日遅れ             |

1. ↑  番組公式サイトでの表記に基づく。読売テレビでの放送時間は前期に比べて4分長くなっているが、この4分がどこから出たものなのかは不明。
2. ↑  当初は火曜24:20枠で放送されていたが、火曜24:29枠で『歌スタ!!』を放送するために放送日時を変更。
3. ↑  沖縄でのレギュラー放送は2006年5月から。2005年の年末スペシャルはフジテレビ系列局の沖縄テレビで放送された。

## 関連書籍
- 女優魂 ドキッ!女だらけのハローワーク（2006年5月22日発売、著者 - 中京テレビ、出版 - ゴマブックス、ISBN 978-4777103850）